# Théâtre de la Renaissance (Paris)
Pour le théâtre à l'époque de la Renaissance, voir Théâtre à la Renaissance
Pour l’article homonyme, voir Théâtre de la Renaissance.
Le théâtre de la Renaissance est une salle de spectacle parisienne située au 20, boulevard Saint-Martin (10e arr.) et inaugurée le 8 mars 1873.
Depuis le 14 juin 1994, le théâtre de la Renaissance est classé monument historique. Ce site est desservi par la station de métro Strasbourg - Saint-Denis.

## Historique

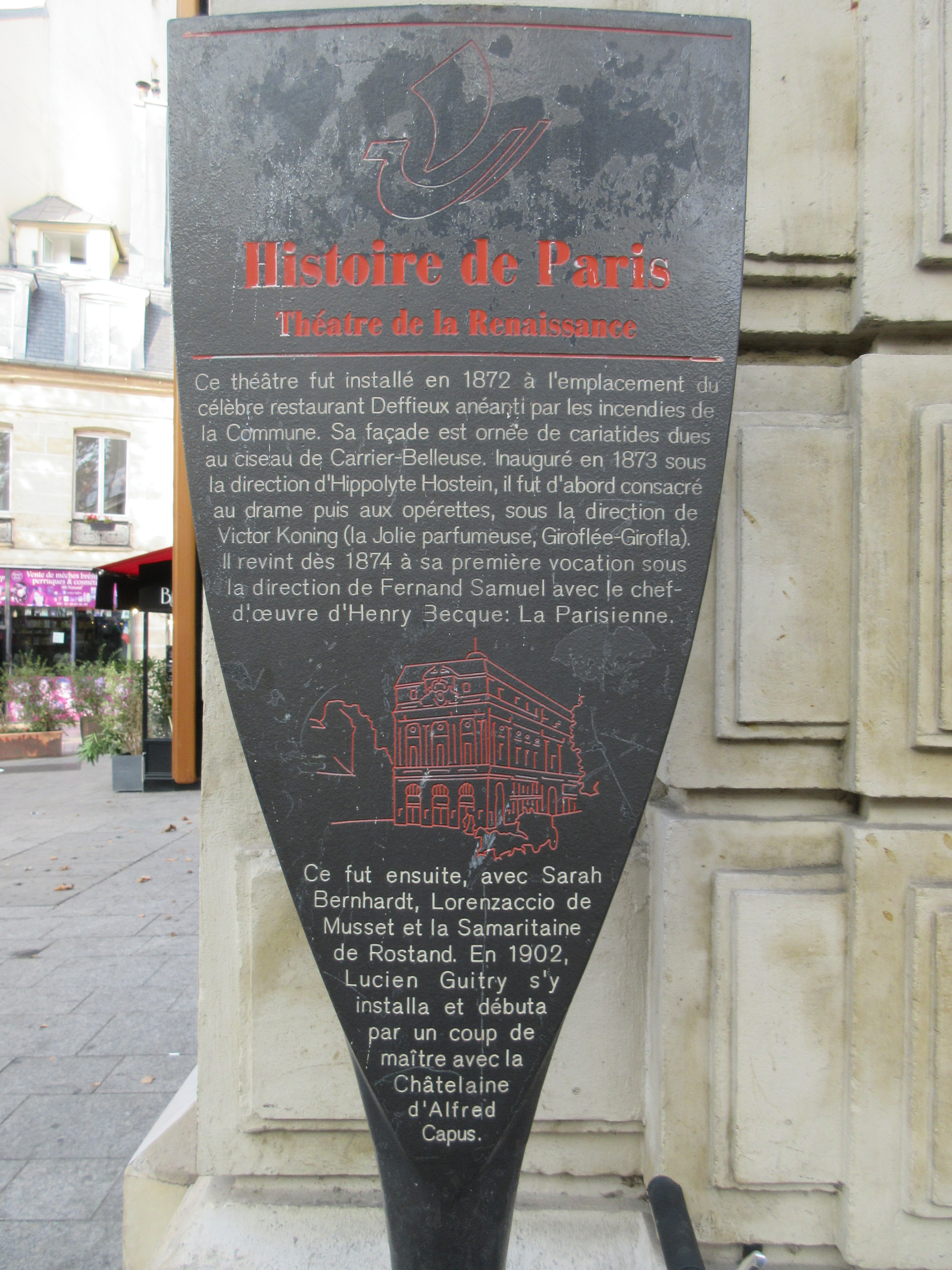
Panneau Histoire de Paris.

### AuXIXesiècle
Le théâtre de la Renaissance apparaît pour la première fois sous la forme d'une compagnie théâtrale fondée en 1838 par Anténor Joly sur l'initiative de Victor Hugo et Alexandre Dumas, qui souhaitaient disposer d'une troupe dédiée à leurs drames romantiques. Installée salle Ventadour, elle inaugure sa programmation le 8 novembre 1838 avec la création de Ruy Blas, avec Frédérick Lemaître dans le rôle-titre, suivie en avril 1839 des créations de L'Alchimiste et de Paul Jones d'Alexandre Dumas, toujours avec Frédérick Lemaître.

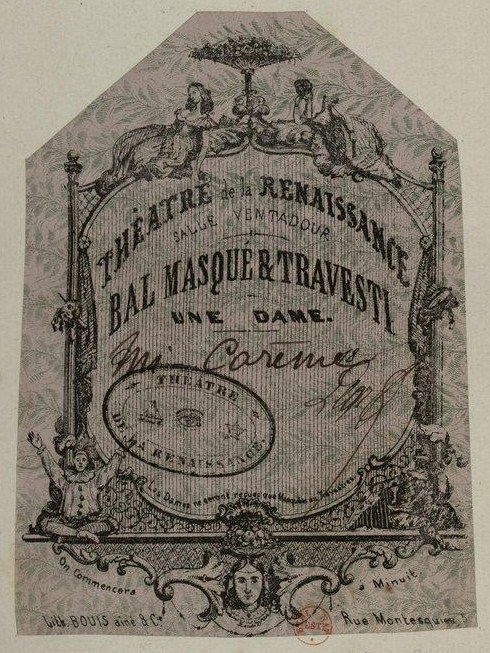
Billet d'entrée pour une dame pour un bal masqué et travesti donné par la troupe du Théâtre de la Renaissance pour la Mi-Carême salle Ventadour - XIX.

En 1839 y est donné un célèbre bal du Carnaval de Paris. À cette occasion le compositeur et chef d'orchestre belge Jean-Baptiste-Joseph Tolbecque dirige son Galop des tambours qui remporte un immense succès. L'orchestre compte 40 tambours. Le bal du théâtre de la Renaissance devient à cette occasion une référence festive du Carnaval de Paris.
De nombreux opéras y sont également représentés, comme Lucie de Lammermoor de Gaetano Donizetti mais victime des intrigues de théâtres parisiens concurrents, l'entreprise est contrainte de fermer ses portes le 16 mai 1841 et la troupe est dissoute.
En 1872, sur les plans de l'architecte Charles de Lalande, un nouveau Théâtre à l'italienne est construit sur l'emplacement du restaurant Deffieux incendié durant les combats de la Commune de Paris.
L'inauguration a lieu le 8 mars 1873, sous la direction d'Hippolyte Hostein, avec La Femme de feu d'Adolphe Belot. Thérèse Raquin, d'après le roman d'Émile Zola, est créée en juillet 1873, suivi de Pomme d'Api, opérette de Ludovic Halévy et William Busnach, et La Jolie Parfumeuse, opéra-comique d'Hector Crémieux et Ernest Blum, tous deux sur une musique de Jacques Offenbach en 1873, puis de Giroflé-Girofla et La Petite Mariée, deux opéras-bouffes d'Albert Vanloo et Eugène Leterrier, musique de Charles Lecocq, en 1874 et 1875.
Victor Koning succède à Hostein en décembre 1875. Plusieurs opéras-bouffes et opéras-comiques y sont créés : La Marjolaine d'Albert Vanloo et Eugène Leterrier, musique de Charles Lecocq et La Tzigane (version française de La Chauve-souris) d'Alfred Delacour et Victor Wilder, musique de Johann Strauss en 1877, Le Petit Duc d'Henri Meilhac et Ludovic Halévy, musique de Lecocq en 1878, La Petite Mademoiselle des mêmes en 1879, Belle Lurette d'Ernest Blum, Édouard Blau et Raoul Toché, musique de Jacques Offenbach en 1880 (représenté quelques jours après la mort du compositeur).
Les directions se succèdent de 1882 à 1893. Sont créés Fanfreluche, opéra-comique de Gaston Hirsch et Saint-Arroman, musique de Gaston Serpette en 1883, La Parisienne et La Navette d'Henry Becque en 1885, Tailleur pour dames de Georges Feydeau en 1886, Madame Chrysanthème, comédie lyrique de Georges Hartmann et Alexandre André d'après Pierre Loti, musique d'André Messager, en 1893.
Sarah Bernhardt, qui souhaite être libre de choisir ses rôles, prend les rênes du théâtre de 1893 à 1899. Sous sa direction sont créés Gismonda de Victorien Sardou et Izeyl d'Eugène Morand et Armand Silvestre, musique de scène de Gabriel Pierné, en 1894, La Princesse lointaine d'Edmond Rostand en 1895, Les Amants de Maurice Donnay et La Figurante de François de Curel en 1896, La Ville morte de Gabriele D'Annunzio, L'Affranchie de Maurice Donnay, Le Radeau de La Méduse de Romain Coolus en 1898. Le 3 décembre 1896, elle crée et interprète le rôle-titre de Lorenzaccio d'Alfred de Musset puis, l'année suivante, La Samaritaine d'Edmond Rostand.
Lui succèdent les frères Millaud en 1899.

### AuXXesiècle
Le théâtre est repris par Firmin Gémier en 1901, avant l'arrivée de Lucien Guitry en octobre 1902. Le comédien Albert Tarride dirige le théâtre en 1909, puis Cora Laparcerie en 1913, Marcel Paston de 1928 à 1933, puis Pierre Stuart-Layner vers la fin des années 1930.

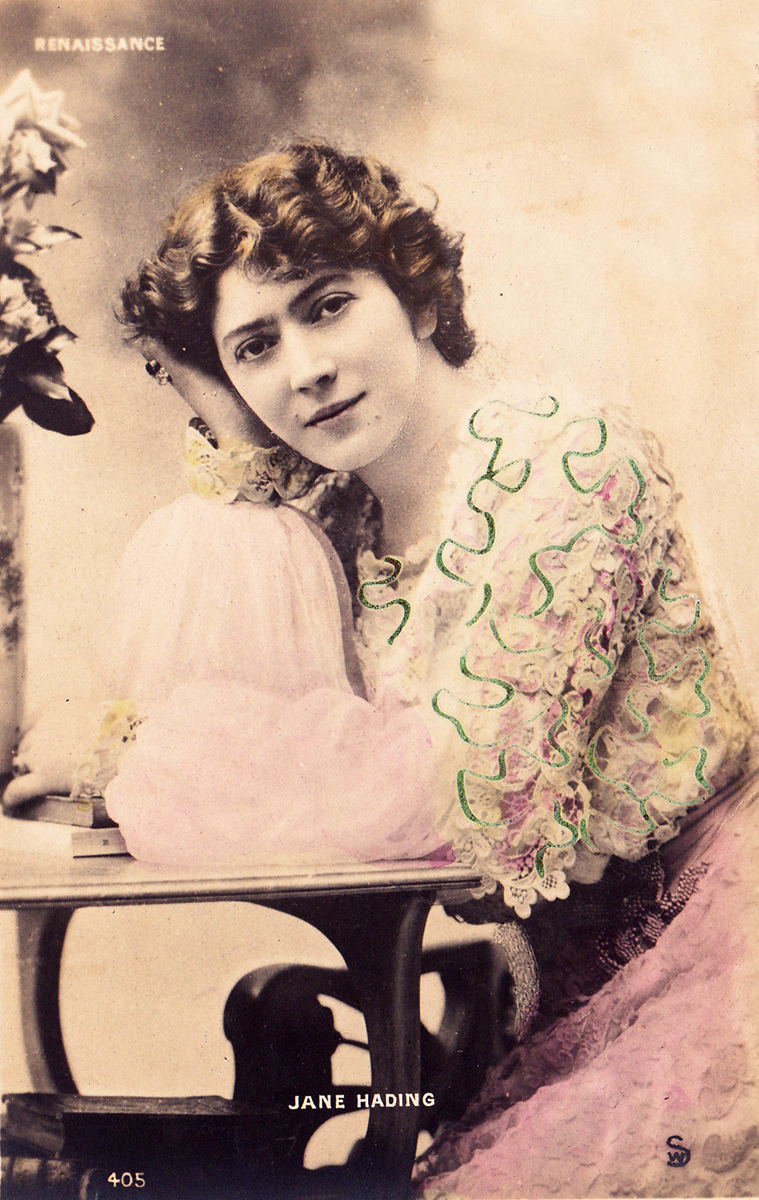
L'actrice Jane Hading (1905).

En 1942, Henri Varna, déjà propriétaire de plusieurs théâtres parisiens, acquiert le théâtre menacé de destruction. Jean Darcante monte les spectacles.
En octobre 1956, la comédienne Véra Korène prend la direction du théâtre qui est restauré dans le style Second Empire. Le 23 septembre 1959 a lieu la création des Séquestrés d'Altona de Jean-Paul Sartre avec Serge Reggiani, suivie en 1960 de L'Etouffe-chrétien de Félicien Marceau avec Arletty, en 1961 de Louisiane de Marcel Aymé, en 1962 de Qui a peur de Virginia Woolf ? d'Edward Albee, et en 1968 du spectacle Le Valet de Robin Maugham, adapté en français par Jacques Perry, mis en scène par Frith Banbury (en), et jouée par Marika Green, Danièle Évenou, et Anne-Marie Azzopardi. En 1970 est créée Douce-Amère, la première pièce de Jean Poiret.
En 1978, Francis Lopez succède à Véra Korène et met à l'affiche ses opérettes. De 1981 à 1988, Michèle Lavalard dirige le théâtre. Elle est remplacée par Niels Arestrup (1989-1993). En 1990, création de La Cuisse du Steward de Jean-Michel Ribes.
Il y a changement de direction en 1993, la nouvelle société La Française de Théâtre SA, reprenant le théâtre de la Renaissance. Sous la direction de Christian Spillemaecker et Bruno Moynot (les deux dirigent également le Splendid Saint-Martin), le théâtre accueille des pièces et spectacles comiques qui remportent des grands succès.
Le 14 juin 1994, le théâtre de la Renaissance est classé monument historique.

### AuXXIesiècle
En 2010, cinquante théâtres privés parisiens réunis au sein de l’Association pour le soutien du théâtre privé (ASTP) et du Syndicat national des directeurs et tourneurs du théâtre privé (SNDTP), dont fait partie le théâtre de la Renaissance, décident d'unir leur force sous une enseigne commune : les Théâtres parisiens associés.

## Architecture

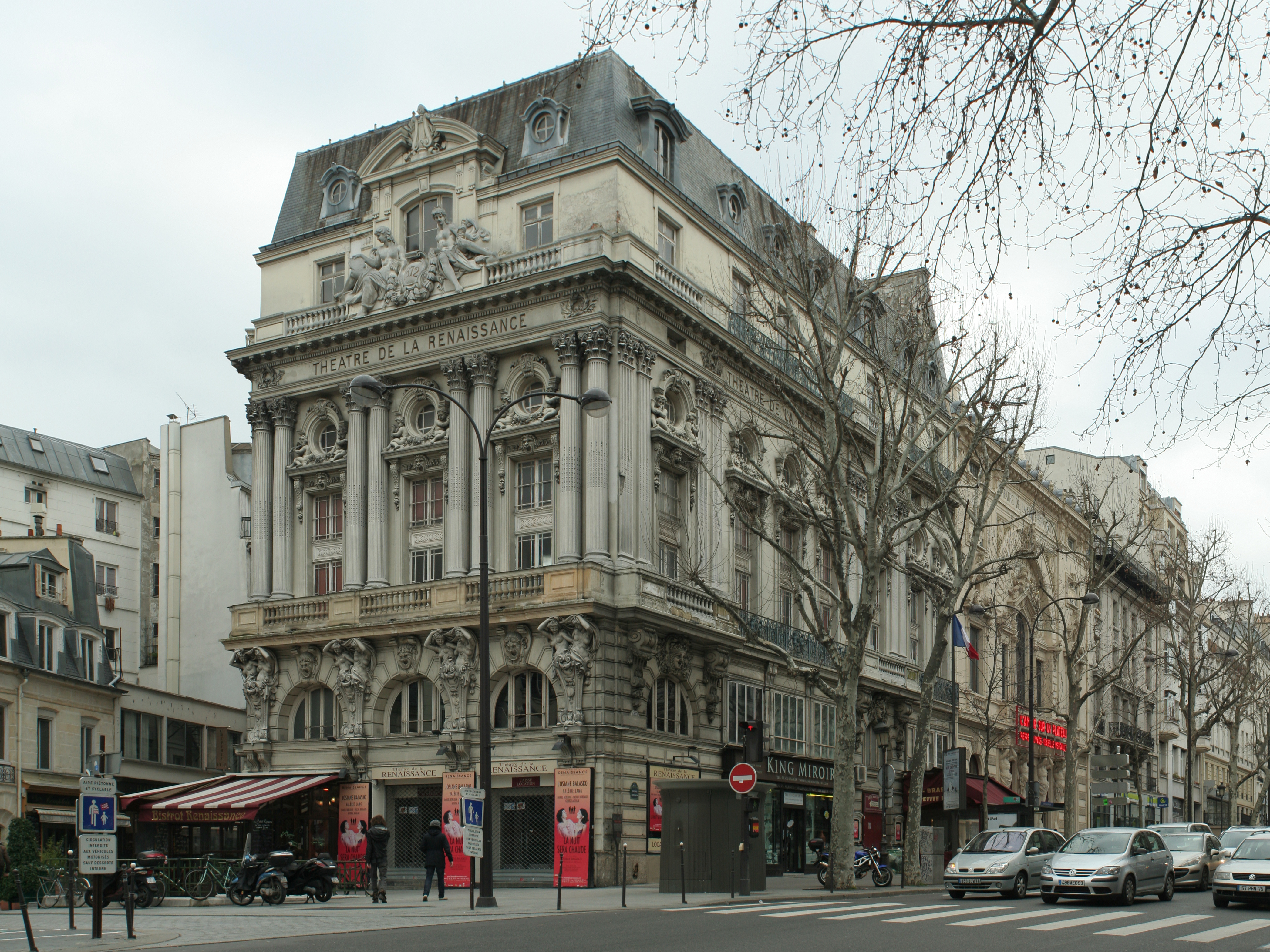
Le théâtre de la Renaissance en 2011.

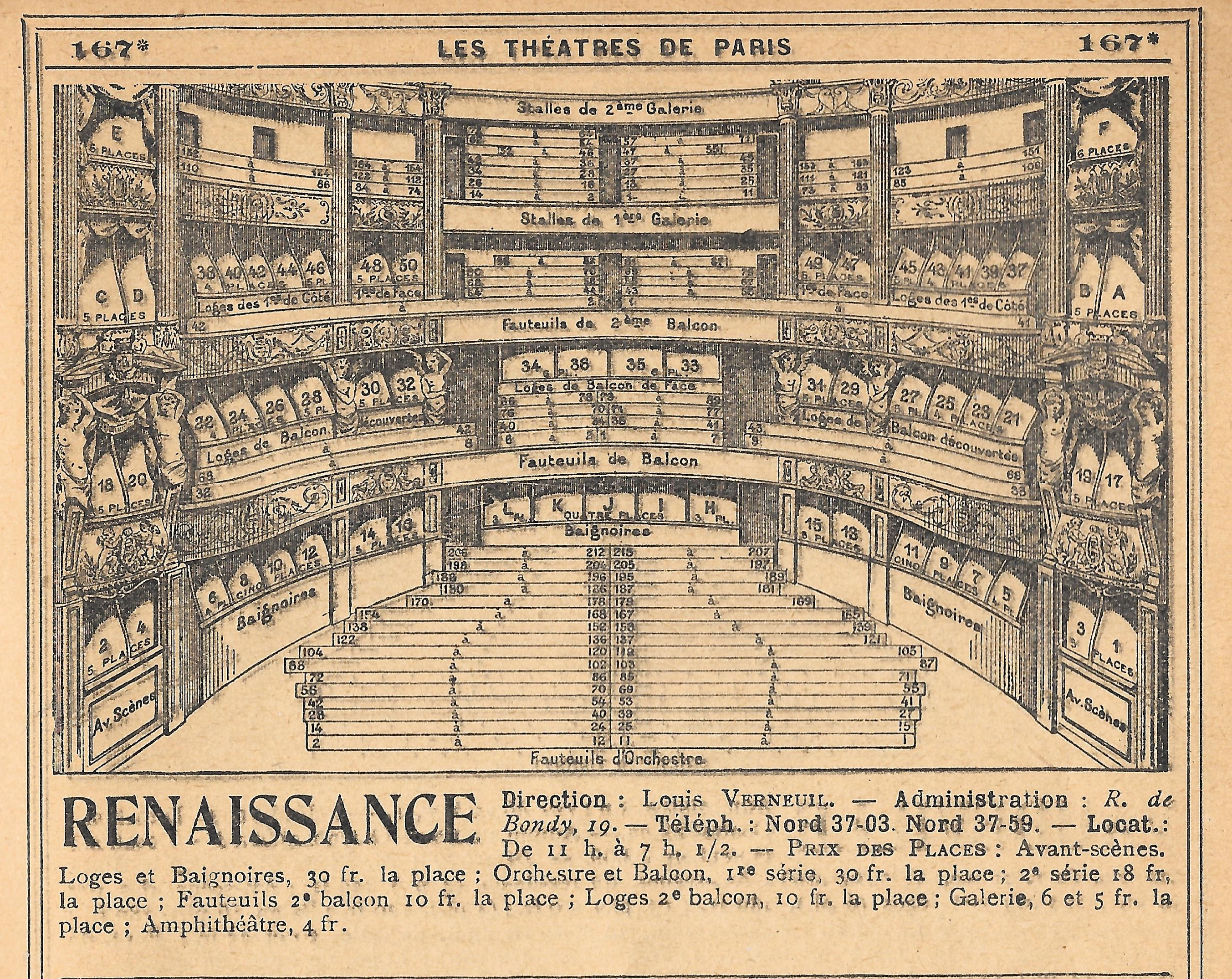
Plan de 1925, prix des places et administration.

La façade en pierres de taille, précédée d'un petit parvis, est divisée en trois étages et autant de travées. Les trois arcades surmontés de mascarons sur motif de cuir découpé sont encadrées par quatre piliers sur lesquels Albert-Ernest Carrier-Belleuse (1824-1887) a sculpté des couples de cariatides engainées qui portent le balcon de l'étage-noble.
Celui-ci présente un portique corinthien aux colonnes géminées entre lesquelles se placent trois baies rectangulaires coiffées d'œils-de-bœuf dans des oculi. Devant, des enfants jouent de la musique. La corniche comporte l'inscription Théâtre de la Renaissance.
Le dernier niveau, en retrait, est entouré d'une balustrade, sur laquelle deux statues allongées tiennent un cuir découpé où l'on lit la date 1872. Il est éclairé par trois baies, dont la centrale est plus large et plus haute et coiffée d'un attique au fronton à arc coupé. Au-dessus, le toit à pan brisé est couvert en ardoise, et percé de lucarnes.
À l'intérieur, le foyer circulaire s'ouvre sur une salle de spectacle d'environ 14 mètres de largeur et de profondeur. Au-dessus du parterre ceinturé de plusieurs baignoires se déploient trois niveaux de balcons et le poulailler. Les loges du premier étage sont encadrés par des cariatides en plâtre et ornées d'enfants portant un lyre. Les cariatides ailées bordant les deux grandes loges de milieu et soutenant la galerie supérieure sont de Jules Dalou.
Le plafond est formé par une coupole, ornée d'une toile marouflée de Rubé et Chaperon figurant les allégories de la Comédie au masque souriant, de la Musique avec baguette et partition, de la Tragédie portant un poignard, et de la Danse en ballerine.
La salle est éclairée par un lustre en bronze à douze branches.
Sa capacité actuelle est de 650 places.

## Répertoire

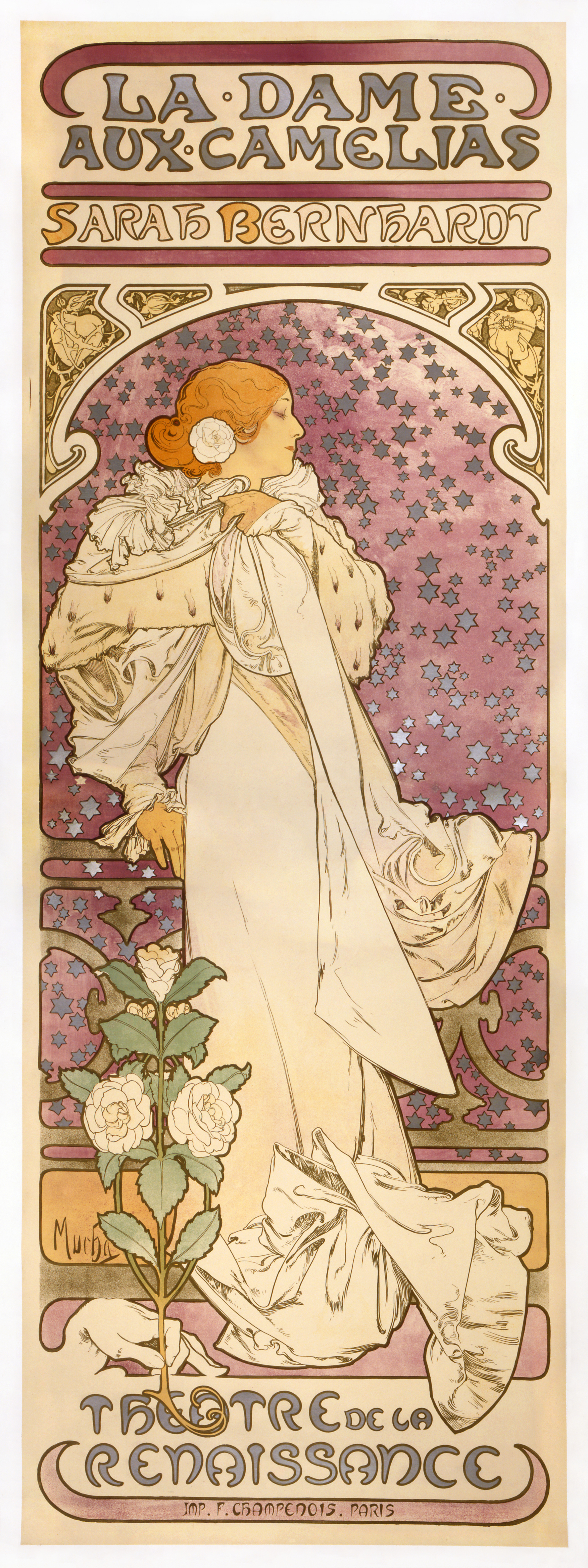
Affiche de La Dame aux Camélias avec Sarah Bernhardt, en 1896.

### Mises en scène de Firmin Gémier
1901
- L'Écolière de Jean Jullien
- L'Échelle d'Édouard Norès
- La Vie publique d'Émile Fabre
- Une tuile de René Champagne
- Le Voile du bonheur de Georges Clemenceau
- L'Ange gardien de Louis Raquin
- Une blanche de Lucien Gleize
- Dette de famille d'Alfred Girault
- Médecin de campagne d'Alfred Masson-Forestier
- Un négociant de Besançon de Tristan Bernard
- Le Pain de ménage de Jules Renard
- Les Complaisances de Gaston Devore

1902
- Stella de Jules Case et Eugène Morel
- Le Mariage de Kretchinsky de Soukhovo-Kobyline
- Le Portefeuille d'Octave Mirbeau
- Preuve d'amour de Ferdinand Bloch et Louis Schneider
- Le Quatorze Juillet de Romain Rolland
- L'Acquitté de Georges Dama
- Les Perruches d'Henri Berteyle
- Simone de Paul Bénazet et Philippe Aibout
- La Marchande de pommes d'Hugues Delorme
- Le cœur a ses raisons de Robert de Flers et Gaston Arman de Caillavet
- Daisy de Tristan Bernard